# Église de la Santissima Trinità alla Cesarea
L'église de la Santissima Trinità alla Cesarea (ou Santa Maria del Rimedio a Salvator Rosa) est une église baroque de Naples située sur la piazzetta Trinità alla Cesarea, dans le cœur historique de la ville. Elle est dédiée à la Très Sainte Trinité.

## Histoire
Au XVIIe siècle, le quartier est principalement occupé par des maisons de la noblesse napolitaine. Peu à peu, celles-ci sont vendues à des congrégations religieuses qui viennent chercher un air plus salubre que celui de la ville basse. Les frères de la Rédemption des Captifs de l'Ordre de Notre-Dame-de-la-Merci acquièrent ainsi le palais Belmosto. L'église, comme le couvent qui lui est attenant, s'installe sur ce site. Elle est ainsi citée dès 1692 dans les Notizie del bello dell'antico e del curioso della Città di Napoli du chroniqueur et historien Carlo Celano (it). 
C'est cependant au début du XVIIIe siècle que les religieux mercédaires font construire l'édifice actuel et que le couvent est aménagé dans l'ancien palais Belmosto. Le couvent passera par la suite aux trinitaires qui le dédièrent à la Très Sainte Trinité. En 1809, le nouveau roi de Naples Joachim Murat exproprie et expulse les religieux.
Depuis le séisme de 1980 qui lui fit subir de graves dommages, l'église est désaffectée au culte et fermée : les entrées et les fenêtres en sont murées. Propriété de l'archidiocèse de Naples, l'église se dégrade ainsi pendant de nombreuses années.
L'ancien couvent, ayant connu de multiples usages, abrite depuis 2005 une auberge de jeunesse. Il a été restauré et le jardin intérieur réhabilité. En 2008, la toiture de l'église a été réimperméabilisée afin de réduire les dégradations intérieures. Pendant les journées portes ouvertes des monuments du mois de mai 2012, l'église a été brièvement accessible aux visiteurs.

## Description

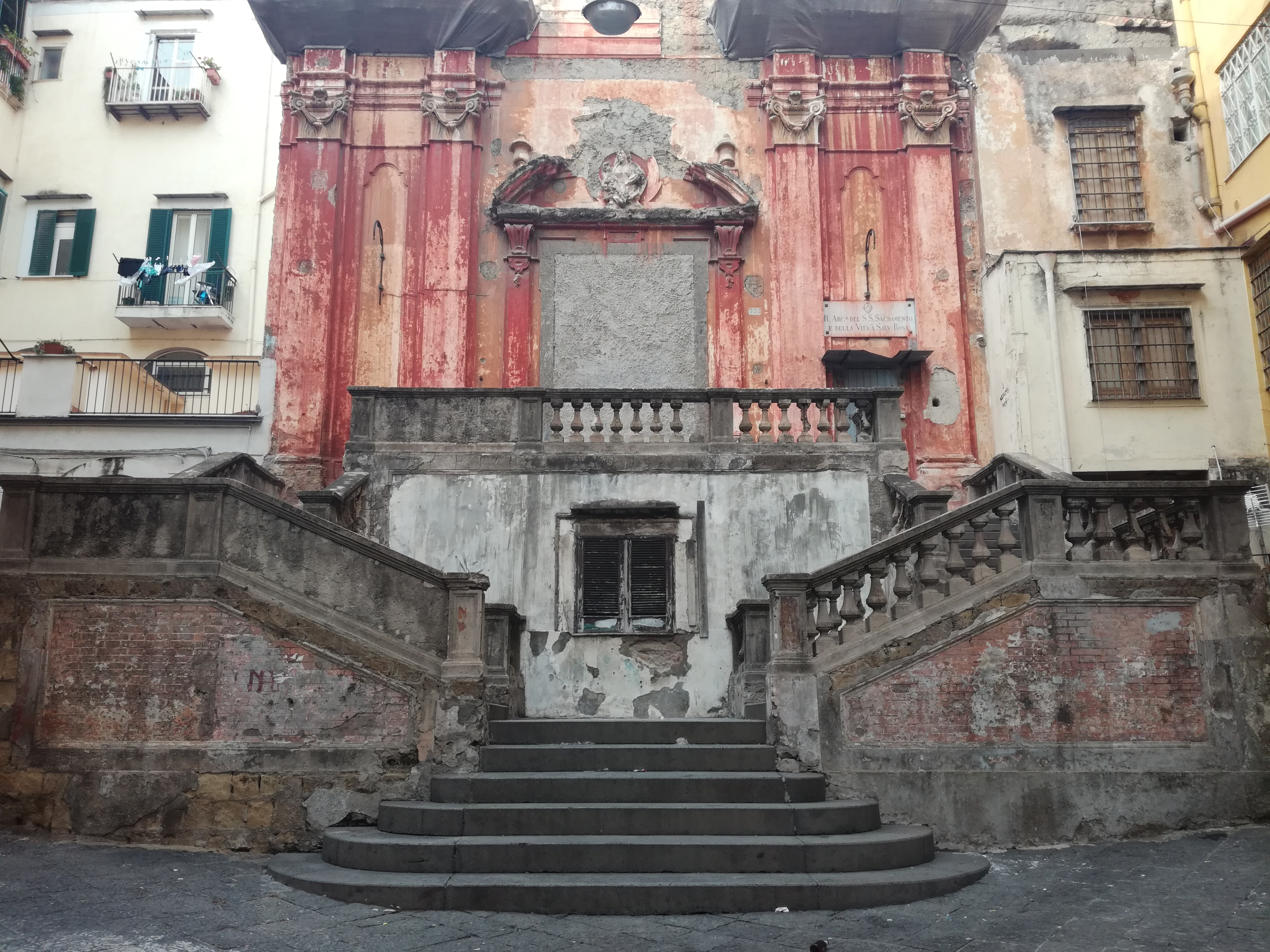
L'escalier conduisant à l'église.

L'église est précédée d'un escalier à double rampe en piperno.
L'intérieur est constitué d'une nef rectangulaire avec de grandes fenêtres. La façade, très dégradée par le temps et le manque d'entretien, comporte des ornements et des sculptures également très endommagées. L'intérieur de l'édifice est également riche de décorations, particulièrement à la croisée qui est recouverte de fresques.

## Source de la traduction
- (it) Cet article est partiellement ou en totalité issu de l’article de Wikipédia en italien intitulé « Chiesa della Santissima Trinità alla Cesarea » (voir la liste des auteurs).